# Keizercultus

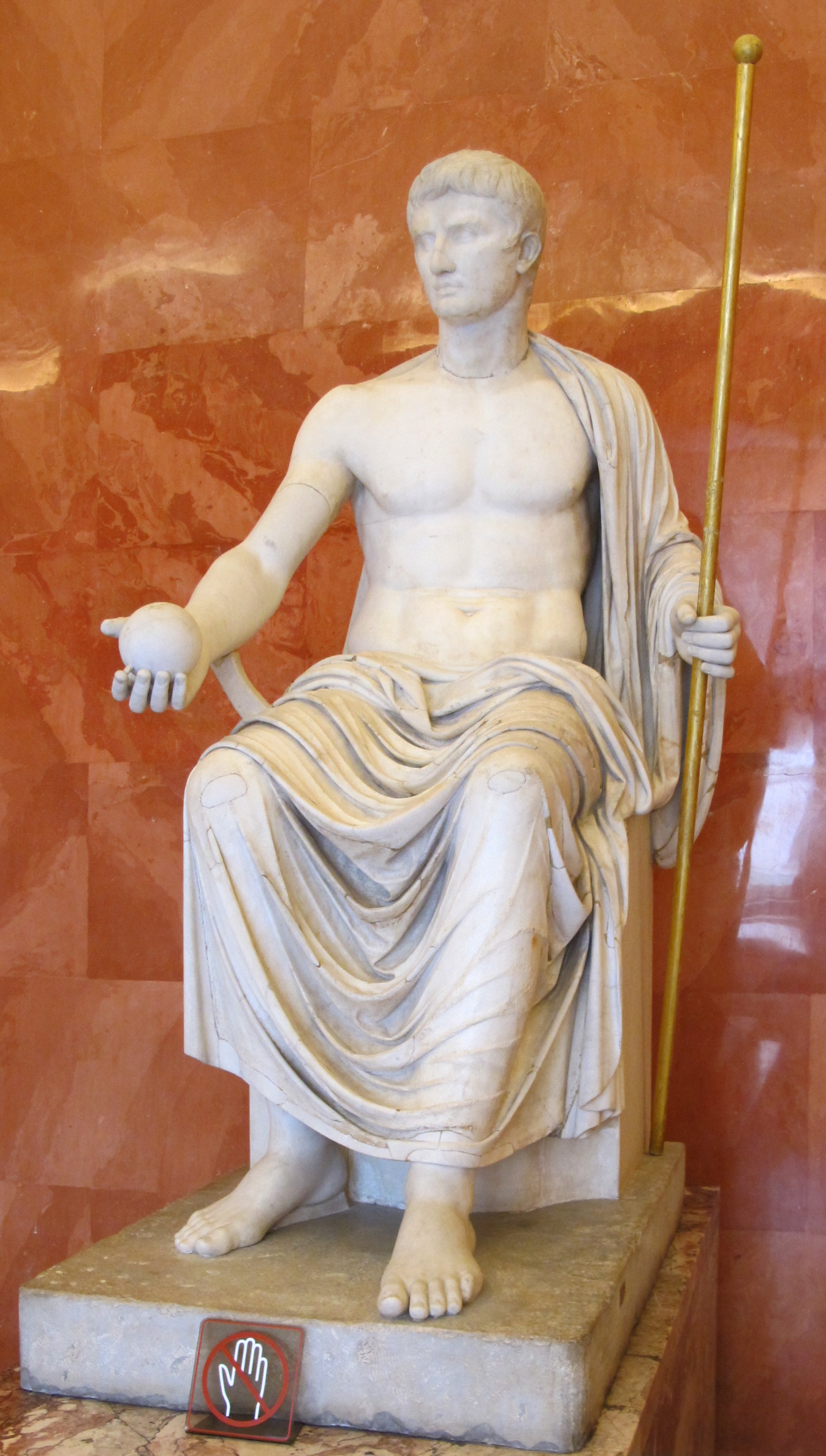
Augustus als Iuppiter, met scepter en globe (eerste helf 1e eeuw n.Chr.).

De termen keizercultus of keizerverering worden gebruikt om de verering van de Romeinse keizer aan te duiden. Deze praktijk werd een prominent element van de Romeinse religie onder het principaat, waarbij ook sommige familieleden van de keizer zouden worden vergoddelijkt (waarbij Divus of Diva (respectievelijk voor man en vrouw) voor de naam van de vergoddelijkte werd geplaatst). De cultus verspreidde zich al snel over het hele Romeinse Rijk. Het was pas onder het dominaat dat de cultus zou worden afgeschaft, nadat keizer Constantijn de Grote zich had uitgesproken voor het christendom.

## Apotheose
De apotheose van een keizer was in wezen een politieke daad verricht door de opvolger van een overleden keizer om de majesteit van het keizerlijk ambt te versterken, en om, vaak met succes, zich te associëren met een voorganger met een goede reputatie. Daar het een propagandamiddel was dat was gericht op de leiders, kan de Romeinse keizerscultus worden beschouwd als een vorm van persoonsverheerlijking of persoonlijkheidscultus.

## Dediviendivae
Het zijn meestal overleden keizers die werden vergoddelijk, maar het is niet altijd de onmiddellijke voorganger die wordt vergoddelijkt. Zo zou bijvoorbeeld Septimius Severus in 193 n.Chr., toen hij Didius Julianus van de troon wist te stoten en de macht voor zich had gewonnen, de apotheose van Pertinax, Julianus' voorganger, regelen. Hierdoor kon Severus zich als erfgenaam en opvolger van Pertinax presenteren, hoewel er tussen hen geen enkele verwantschap bestond.
Apotheose kon ook worden toegepast op andere overleden leden van de keizerlijke familie (domus Augusta, soms ook domus divinae genoemd), zoals keizersvrouwen als Livia of Faustina en keizerszonen zoals Valerius Romulus.
Hoewel het Rijk een redelijke religieuze tolerantie had, werd de keizercultus om politieke redenen wel opgelegd aan alle andersgelovigen. Een uitzondering hierop werd gemaakt voor de Joden, die als monotheïsten geen god naast hun eigen god erkenden. De christenen, die om dezelfde reden als de Joden de keizercultus niet erkenden, werden hierom vervolgd, daar zij niet onder de regeling vielen omdat niet alle christenen Joden waren.